# Masters du Japon
Le Masters du Japon est un tournoi international annuel de badminton organisé au Japon depuis 2018. D'abord créé sous le nom d'Akita Masters car organisé par la ville d'Akita, le tournoi intègre directement le tout nouveau circuit professionnel mondial de la BWF en catégorie Super 100.
Après 3 années d'interruption notamment à cause de la pandémie de Covid-19, le tournoi est promu en catégorie Super 500 dans le nouveau cycle du BWF World Tour qui débute en 2023,. Le 18 avril 2022, la ville de Kumamoto a été confirmée comme hôte de ce tournoi pour le cycle 2023-2026 qui devient le Kumamoto Japan Masters.

## Palmarès
| Année                                             | Simple hommes                                                   | Simple dames                                                    | Double hommes                                                   | Double dames                                                    | Double mixte                                                    |
| ------------------------------------------------- | --------------------------------------------------------------- | --------------------------------------------------------------- | --------------------------------------------------------------- | --------------------------------------------------------------- | --------------------------------------------------------------- |
| Akita Masters - BWF Tour Super 100                |                                                                 |                                                                 |                                                                 |                                                                 |                                                                 |
| 2018                                              | Sitthikom Thammasin                                             | Sayaka Takahashi                                                | Akbar Bintang Cahyono Muhammad Reza Pahlevi Isfahani            | Ayako Sakuramoto Yukiko Takahata                                | Kohei Gondo Ayane Kurihara                                      |
| 2019                                              | Firman Abdul Kholik                                             | An Se-young                                                     | Ou Xuanyi Zhang Nan                                             | Ayako Sakuramoto Yukiko Takahata                                | Ko Sung-hyun Eom Hye-won                                        |
| 2020                                              | Éditions annulées en raison de la pandémie de Covid-19 au Japon | Éditions annulées en raison de la pandémie de Covid-19 au Japon | Éditions annulées en raison de la pandémie de Covid-19 au Japon | Éditions annulées en raison de la pandémie de Covid-19 au Japon | Éditions annulées en raison de la pandémie de Covid-19 au Japon |
| 2021                                              | Éditions annulées en raison de la pandémie de Covid-19 au Japon | Éditions annulées en raison de la pandémie de Covid-19 au Japon | Éditions annulées en raison de la pandémie de Covid-19 au Japon | Éditions annulées en raison de la pandémie de Covid-19 au Japon | Éditions annulées en raison de la pandémie de Covid-19 au Japon |
| 2022                                              | Éditions annulées en raison de la pandémie de Covid-19 au Japon | Éditions annulées en raison de la pandémie de Covid-19 au Japon | Éditions annulées en raison de la pandémie de Covid-19 au Japon | Éditions annulées en raison de la pandémie de Covid-19 au Japon | Éditions annulées en raison de la pandémie de Covid-19 au Japon |
| Kumamoto Japan Masters - BWF World Tour Super 500 |                                                                 |                                                                 |                                                                 |                                                                 |                                                                 |
| 2023                                              | Viktor Axelsen                                                  | Gregoria Mariska Tunjung                                        | He Jiting Ren Xiangyu                                           | Zhang Shuxian Zheng Yu                                          | Zheng Siwei Huang Yaqiong                                       |
| 2024                                              | Li Shifeng                                                      | Akane Yamaguchi                                                 | Fajar Alfian Muhammad Rian Ardianto                             | Liu Shengshu Tan Ning                                           | Déchapol Puavaranukroh (en) Supissara Paewsampran (en)          |